# Mesoterricola silvestris
Mesoterricola silvestris es una bacteria gramnegativa del género Mesoterricola. Fue descrita en el año 2023, es la especie tipo. Su etimología hace referencia a bosque. Es aerobia y móvil. Catalasa y oxidasa negativas. Tiene un tamaño de 0,3-0,6 μm de ancho por 3,4-6,7 μm de largo. Forma colonias blancas en agar R2A suplementado con fumarato. Temperatura de crecimiento entre 15-45 °C, óptima de 20-25 °C. Es resistente a kanamicina, vancomicina y ampicilina. Tiene un contenido de G+C de 68,5%. Se ha aislado de suelo de bosque en Nagano, Japón. 